# Andreea Chițu
Andreea Chițu (Bolintin-Vale, 7 de mayo de 1988) es una deportista rumana que compite en judo.
Ganó tres medallas en el Campeonato Mundial de Judo entre los años 2011 y 2015, y seis medallas en el Campeonato Europeo de Judo entre los años 2012 y 2020. En los Juegos Europeos de Bakú 2015 consiguió una medalla de oro en la categoría de –52 kg.
Participó en tres Juegos Olímpicos de Verano, entre los años 2012 y 2020, ocupando el séptimo lugar en Río de Janeiro 2016, en la categoría de –52 kg.

## Palmarés internacional
| Campeonato Mundial | Campeonato Mundial      | Campeonato Mundial | Campeonato Mundial |
| Año                | Lugar                   | Medalla            | Categoría          |
| ------------------ | ----------------------- | ------------------ | ------------------ |
| 2011               | París (Francia)         | Medalla de bronce  | –52 kg             |
| 2014               | Cheliábinsk (Rusia)     | Medalla de plata   | –52 kg             |
| 2015               | Astaná ( Kazajistán)    | Medalla de plata   | –52 kg             |
| Juegos Europeos    |                         |                    |                    |
| Año                | Lugar                   | Medalla            | Categoría          |
| 2015               | Bakú (Azerbaiyán)       | Medalla de oro     | –52 kg             |
| Campeonato Europeo |                         |                    |                    |
| Año                | Lugar                   | Medalla            | Categoría          |
| 2012               | Cheliábinsk (Rusia)     | Medalla de oro     | –52 kg             |
| 2013               | Budapest (Hungría)      | Medalla de plata   | –52 kg             |
| 2014               | Montpellier (Francia)   | Medalla de bronce  | –52 kg             |
| 2015               | Bakú (Azerbaiyán)       | Medalla de oro     | –52 kg             |
| 2016               | Kazán (Rusia)           | Medalla de bronce  | –52 kg             |
| 2020               | Praga (República Checa) | Medalla de plata   | –52 kg             |